# إدوارد ن. بيترز
إدوارد ن. بيترز (بالإنجليزية: Edward N. Peters)‏ هو محامي أمريكي، ولد في 1957 في سانت لويس في الولايات المتحدة.